# Platocoelotes zhuchuandiani
Espèce
Platocoelotes zhuchuandiani est une espèce d'araignées aranéomorphes de la famille des Agelenidae.

## Distribution
Cette espèce est endémique de Chongqing en Chine,.

## Publication originale
- Liu & Li, 2012 : One new cave-dwelling Platocoelotes spider (Araneae, Agelenidae) from Chongqing, China. Acta Zootaxonomica Sinica, vol. 37, no 1, p. 88-92.